# Casuals Football Club
Casuals Football Club était un club amateur anglais de football, basé à Londres et créé en 1883. 
Il s'associa en 1939 au Corinthian pour former le club de Corinthian-Casuals, un club qui joue encore de nos jours.

## Histoire
Le club est fondé en 1883 et était fait exclusivement pour les anciens élèves de grandes écoles de Eton School, Westminster School et Charterhouse School mais fut rapidement étendu aux joueurs de toutes les universités et aux public schools. Dans les premiers jours, il alignait jusqu'à cinq équipes par semaine afin de répondre à toutes les demandes.
Durant la coupe d'Angleterre 1889-1890, le club s'est associé avec les Old Carthusians, qui avait remporté le trophée neuf ans plus tôt.
Il fut un des membres fondateurs de la Isthmian League en 1905 (qu'il ne remporta jamais, terminant au mieux second en 1935-1936) et remporta la FA Amateur Cup 1935-1936. Durant les premiers jours, il voulait faire le tour du pays comme les Corinthians, et joua souvent plus d'un match par jour, dans différents stades, sauf le dimanche.
En 1913, il bat les New Crusaders 3 buts à 2 en finale de l'AFA Senior Cup, inscrivant le but victorieux à la dernière minute.
À la suite du meeting du 4 janvier 1939, le club s'associe au Corinthian pour former un nouveau club, le Corinthian-Casuals, qui est actuellement en Isthmian League.

## Grands joueurs
Cinq joueurs de Casuals ont été sélectionnés avec les Three Lions.
Voici la liste des internationaux :
- l'attaquant Fred Ewer (2 sélections, 0 but en 1924)
- l'attaquant Robert Topham (2 sélections, 0 but en 1893-1894)
- l'attaquant Richard Raine Barker (1 sélection, 0 but en 1895)
- le défenseur Bernard Joy (1 sélection, 0 but en 1936)
- le défenseur Arthur Topham (1 sélection, 0 but en 1894).

De plus, le double médaillé d'argent danois Nils Middelboe fait sa fin de carrière dans ce club.

## Palmarès
- London Charity Cup : 1891, 1894, 1897, 1901, 1904 et 1905
- AFA Senior Cup : 1908 et 1913
- Surrey Senior Cup : 1930
- FA Amateur Cup : 1936